# Neozygites abacaridis
Neozygites abacaridis är en svampart som beskrevs av Mietk. & Balazy 2003. Neozygites abacaridis ingår i släktet Neozygites och familjen Neozygitaceae.   Inga underarter finns listade i Catalogue of Life.